# Rosickýita
La rosickýita és un mineral de la classe dels elements natius, que pertany al grup del sofre. S'anomena així pel professor Vojtĕch Rosický (1880–1942), director de l'Institut Mineralògic i Petrològic de la Universitat de Masaryk, Brno, República Txeca. És la forma més densa del sofre en estat sòlid. És un dimorf tant del sofre-α com del sofre-β.

## Classificació
La rosickýita es troba classificat en el grup 1.CC.05 segons la classificació de Nickel-Strunz (1 per a Elements natius; C per a Semimetalls i no-metalls i C per a Sofre-seleni-iode; el nombre 05 correspon a la posició del mineral dins del grup). En aquesta classificació comparteix grup amb el sofre, el seleni i el tel·luri. En la classificació de Dana el mineral es troba al grup 1.3.5.2 (1 per a Elements natius i aliatges i 3 per a Semimetalls i no-metalls; 5 i 2 corresponen a la posició del mineral dins del grup). Dins la classificació de Dana comparteix grup amb el sofre.

## Característiques
La rosickýita és un mineral de fórmula química S. Cristal·litza en el sistema monoclínic. La seva duresa a l'escala de Mohs és 2 a 3.

## Formació i jaciments
Es pot sintetitzar refredant lentament el sofre fos. Es troba en fumaroles i en cavitats en nòduls de limonita. S'ha descrit en tots els continents menys a l'Àfrica.